# Bernhard Neundörfer
Bernhard Jos. Neundörfer (* 20. Juli 1937 in Worms) ist ein deutscher Neurologe.

## Leben
Bernhard Neundörfer studierte Medizin in München und Heidelberg. Nach einer Fachausbildung zum Facharzt für Neurologie und Psychiatrie in München, Freiburg und Heidelberg mit Studienaufenthalten in Zürich und Kopenhagen war er ab 1969 leitender Oberarzt an der Neurologischen Klinik des Universitätsklinikum Mannheim. 1965 wurde er approbiert. An der Universität Heidelberg habilitierte er sich 1972 und erhielt die venia Legendi für das Fach Neurologie. 1978 erhielt er einen Ruf auf den Lehrstuhl für Neurologie mit Leitung der Universitätsklinik am Universitätsklinikum Schleswig-Holstein der Universität zu Lübeck.
1984 wechselte er an den Lehrstuhl für Neurologie an die Friedrich-Alexander-Universität Erlangen-Nürnberg, wo er auch die Leitung der Neurologischen Klinik mit Poliklinik übernahm. Neundörfer ist Mitbegründer des Interdisziplinären Zentrums „Public Health“ an der Universität Erlangen-Nürnberg sowie des Interdisziplinären Zentrums für Schmerztherapie (ZIST) am Universitätsklinikum Erlangen. Er leitete den Lehrstuhl bis 2005.

## Wirken
Hauptlehr- und forschungsgebiete von Neundörfer waren die Klinische Neurophysiologie (Elektroencephalographie, Elektromyographie, Elektroneurographie), Diagnose und Therapie neuromuskulärer Erkrankungen, insbesondere von Polyneuropathien, autonomes (vegetatives) Nervensystem, Epidemiologie des Schlaganfalls und Public Health.
Neundörfer hat zahlreiche Bücher und wissenschaftliche Arbeiten verfasst und publiziert, darunter in namhaften nationalen und internationalen Fachzeitschriften. Er hat zahlreiche nationale und internationale wissenschaftliche Kongresse ausgerichtet, darunter Jahrestagungen der Deutschen Gesellschaft für Neurologie, der Deutschen Gesellschaft für Muskelkranke sowie der European Federation of Autonomic Societies.
Er ist Gründer und Vorsitzender der Arbeitsgemeinschaft Autonomes Nervensystem, Vorstandsmitglied der Deutschen Gesellschaft für Muskelkranke, der Victor von Weizsäcker-Gesellschaft, der European Federation of Autonomic Society (EFAS), des Bayerischen Forschungs- und Aktionsverbundes „Public Health“.
Neundörfer engagiert sich für zahlreiche Sozialprojekte im Heiligen Land und ist langjähriges Mitglied des Deutschen Vereins vom Heiligen Land. 1988 ernannte ihn Kardinal-Großmeister Giuseppe Kardinal Caprio zum Ritter des Ritterordens vom Heiligen Grab zu Jerusalem. Am 14. Mai 1988 investierte ihn der Großprior der deutschen Statthalterei Erzbischof Franz Kardinal Hengsbach im Aachener Dom. Zuletzt war er Offizier des Päpstlichen Laienordens.